# Prodiaphania minuta
Prodiaphania minuta är en tvåvingeart som beskrevs av Paramonov 1968. Prodiaphania minuta ingår i släktet Prodiaphania och familjen parasitflugor. Inga underarter finns listade i Catalogue of Life.